# Heterophysa griseoviridis
Heterophysa griseoviridis är en fjärilsart som beskrevs av Leo Schwingenschuss 1937. Heterophysa griseoviridis ingår i släktet Heterophysa och familjen nattflyn. Inga underarter finns listade i Catalogue of Life.